# Сьомово (Нижньогородська область)
Сьомово (рос. Сёмово) — село в Лисковському районі Нижньогородської області Російської Федерації.
Населення становить 101 особу. Входить до складу муніципального утворення Кисловська сільрада.

## Історія
Від 2009 року входить до складу муніципального утворення Кисловська сільрада.

## Населення
| 2002 | 2010 | 2013 |
| ---- | ---- | ---- |
| 133  | ↘98  | ↗101 |